# Olivier Hoarau
Pour les articles homonymes, voir Hoarau.
Olivier Hoarau, né le 31 mars 1975, est un homme politique français.
Membre de Pour La Réunion (PLR) jusqu’en 2021, il est maire du Port depuis 2014 et éphémère député de La Réunion en 2020.

## Biographie
Suppléant d’Huguette Bello lors des élections législatives de 2012 puis de 2017, Olivier Hoarau est élu maire du Port (La Réunion) pour la première fois le 4 avril 2014, après que sa liste, « Cap vers le renouveau », a obtenu 55,3 % des suffrages au second tour des élections municipales.
Candidat en 18e position sur la liste d’Huguette Bello aux élections régionales de 2015 à La Réunion, il entre au conseil régional en décembre 2018, en remplacement de Monique Bénard, démissionnaire.
Lors des élections municipales de 2020, sa liste l’emporte dès le premier tour avec 58,3 % des voix, ce qui lui permet d’être réélu maire le 26 mai. À la suite de la démission de l’Assemblée nationale d’Huguette Bello, élue maire de Saint-Paul, il devient député de la deuxième circonscription de La Réunion le 8 juillet 2020 mais démissionne immédiatement afin de demeurer maire du Port. Toutefois, la loi précisant que le dernier mandat obtenu (dans son cas, celui de député) prime, Olivier Hoarau démissionne dans le même temps son mandat de maire et se fait réélire par le conseil municipal du Port le 15 juillet.
En octobre 2020, Olivier Hoarau annonce sa candidature aux élections régionales de 2021 à La Réunion. Le 4 février 2021, il est mis en examen pour corruption et blanchiment d'argent liés au projet d'extension du centre commercial Cap Sacré-Cœur. Il quitte parallèlement le parti Pour La Réunion et annonce le maintien de sa candidature aux élections régionales. Il arrive en sixième position au premier tour avec 4,2 % des voix. Le 17 décembre 2024, il est condamné par le tribunal correctionnel de Saint-Denis à quinze mois de prison avec suris, 50 000 euros d'amende et cinq ans d'inéligibilité dans l'affaire du centre commercial Cap Sacré-Cœur, condamnation dont il fait immédiatement appel.